# Enikő Győri
Dans le nom hongrois Győri Enikő, le nom de famille précède le prénom, mais cet article utilise l’ordre habituel en français Enikő Győri, où le prénom précède le nom.
Enikő Győri, née le 17 juillet 1968 à Budapest, est une femme politique hongroise. Membre du Fidesz, elle est notamment députée européenne de 2009 à 2010 et depuis 2024.

## Biographie
Enikő Győri est conseillère aux affaires européennes à l'Assemblée nationale de Hongrie de 1992 à 1999. Elle est ensuite ambassadrice de la Hongrie en Italie de 1999 à 2003.
Elle est de 2009 à 2010 députée européenne puis devient secrétaire d'État aux Affaires européennes. Elle est à nouveau élue députée européenne lors des élections européennes de 2019, puis réélue en 2024. 